# Cybistetes
Cybistetes é um género botânico pertencente à família amaryllidaceae.

## Espécies
| - Cybistetes longifolia |